# Scott Ritter

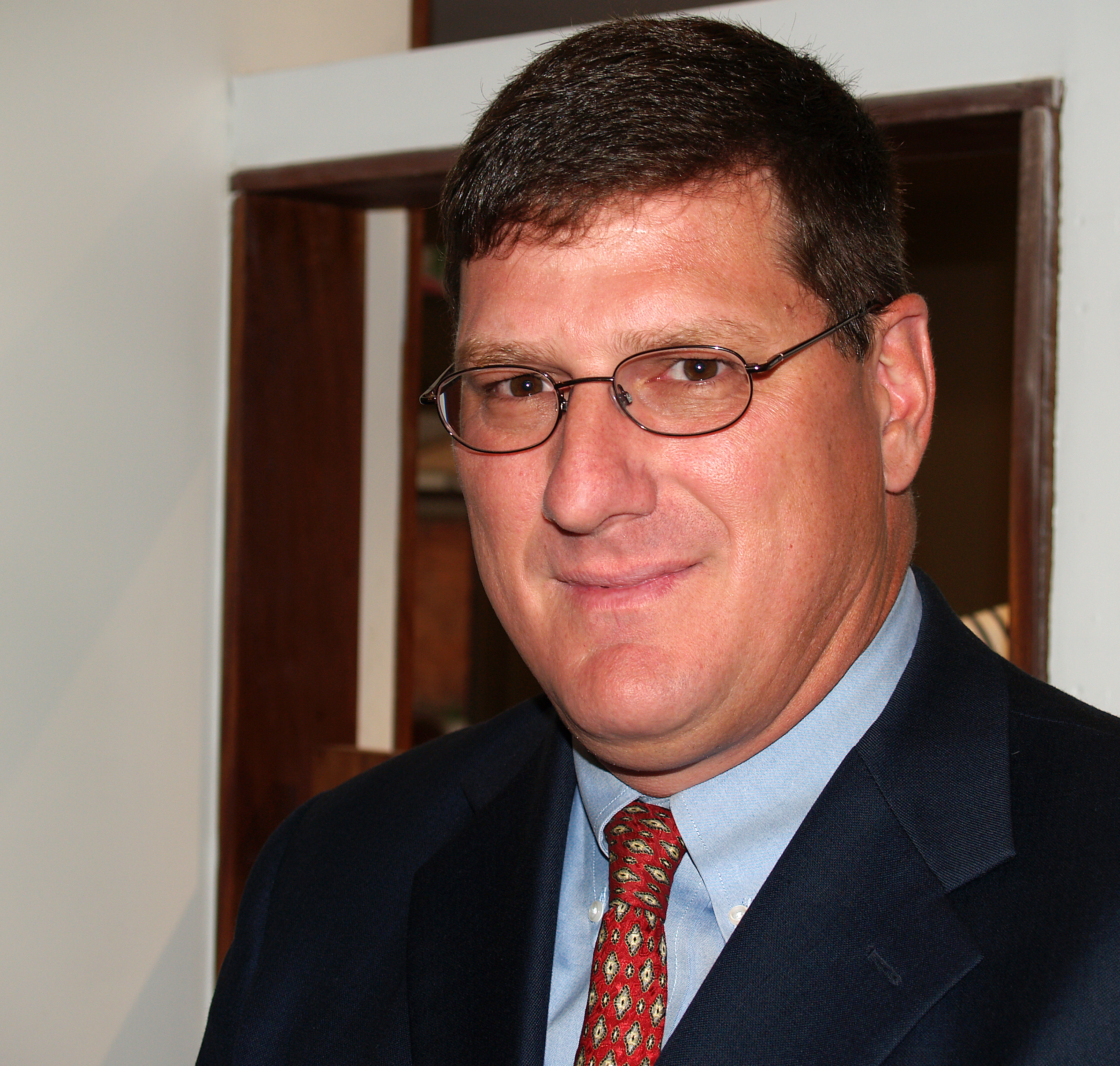
Scott Ritter (2007)

William Scott Ritter, Jr. (* 15. Juli 1961 in Gainesville, Florida) ist ein ehemaliger US-amerikanischer Offizier und Waffeninspekteur.
Er wurde vor allem aufgrund seiner Tätigkeit als Inspektor der Vereinten Nationen für die UNSCOM-Mission im Irak in den 1990er und frühen 2000er Jahren bekannt. In diesem Zusammenhang trat er als scharfer Kritiker der Behauptungen der neokonservativen US-Regierung Bush, dass der Irak Massenvernichtungswaffen besitze, mit denen der US-Angriffskrieg gegen den Irak im Jahr 2003 gerechtfertigt wurde, hervor. Ritter widersprach diesen Behauptungen, diese Behauptungen erwiesen sich später tatsächlich als unzutreffend.
In 2001 und 2009 ging Ritter im Internet verdeckt arbeitenden Polizisten in die Falle und wurde wegen Sexualdelikten verurteilt.
Ritter wurde in Teilen der Öffentlichkeit Aufmerksamkeit zuteil aufgrund von minderheitenpositionenvertretenden Analysen geopolitischer Konflikte, wie dem Russisch-Ukrainischen Krieg und dem israelischen militärischen Vorgehen im Gazastreifen.

## Leben
Ritter wurde in eine Militärfamilie hineingeboren. Nach der Kubakrise war sein Vater in der Türkei stationiert und er besuchte in Ankara die Schule. Danach war sein Vater in Westdeutschland stationiert und er absolvierte die American High School in Kaiserslautern. Nach seinem Abschluss 1979 studierte er am Franklin and Marshall College in Lancaster (Pennsylvania) sowjetische Geschichte. Als Bachelor trat er 1984 in das US Marine Corps ein, wo er zwölf Jahre als Offizier der Aufklärung diente. Während des Golfkriegs von 1991 diente er als Berater für ballistische Raketen unter General Norman Schwarzkopf junior.
1991 bis 1998 war er als Inspektor für die UNSCOM-Mission im Irak tätig, die beauftragt war, Massenvernichtungswaffen sowie Anlagen für deren Herstellung im Irak zu finden und zu zerstören. Im Januar 1998 wurde seinem Team der Zugang zu mehreren Anlagen verweigert und Ritter unter der Anschuldigung, für die CIA zu arbeiten, von der irakischen Regierung des Landes verwiesen. Scott Ritter kritisierte die UN für ihre Tatenlosigkeit angesichts der Blockadehaltung des Irak gegenüber der UNSCOM-Mission. Im August 1998 trat Ritter von seinem Amt als UNSCOM-Inspektor zurück aus Protest gegen die Einmischung der US-Regierung in die Mission der UNSCOM der Vereinten Nationen.
In diesem Sinn steht sein Buch Endgame: Solving the Iraq Problem — Once and For All (1999).
1999, noch unter US-Präsident Bill Clinton, änderte er seine Ansichten grundlegend und drehte den von einem in Detroit lebenden irakischen Geschäftsmann finanzierten Dokumentarfilm In Shifting Sands: The Truth About UNSCOM and the Disarming of Iraq.
Er wurde vor allem in der Ära des US-Präsidenten George W. Bush einer breiteren Öffentlichkeit durch seine scharfe Kritik an der Politik der Vereinigten Staaten bekannt. Unter anderem bestätigte er jetzt die Vermutungen der irakischen Regierung, dass die CIA versuche, sich der UNSCOM-Mission zu Spionagezwecken zu bedienen. In der Frage, ob der Irak eine Bedrohung durch Massenvernichtungswaffen darstelle, widersprach er vor dem Irak-Krieg den Positionen der Bush-Regierung, welche auf CIA-Berichten gründeten. Die von den Streitkräften der „Koalition der Willigen“ beauftragte „Iraq Survey Group“ bestätigte 2004 Ritters Einschätzung, dass der Irak nicht über die als Kriegsgrund vorgebrachten Massenvernichtungswaffen verfügt hatte.
Ritter veröffentlichte 2005 das Buch „Iraq Confidential: The Untold Story of the Intelligence Conspiracy to Undermine the UN and Overthrow Saddam Hussein“, das detailliert beschreibt, wie die CIA die Arbeit der UN manipulierte und sabotierte, um die außenpolitische Agenda der USA im Nahen Osten durchzusetzen.
Ritter setzt seit Ende 2021 einen Kontrapunkt zur westlichen Medienberichterstattung über Russland. Er gab russischen Staatsmedien wie RT und der russischen Nachrichtenagentur TASS Interviews und schrieb für RT eine Kolumne.
Ritters Twitter-Kanal wurde Anfang April 2022 wegen der Verletzung der Richtlinien gegen „Belästigung und Missbrauch“ vorübergehend gesperrt, nachdem er den US-Präsidenten Joe Biden in Bezug auf das Massaker von Butscha als Kriegsverbrecher bezeichnet hatte, weil Biden Russland dafür verantwortlich machte, während Ritter der Nationalen Polizei der Ukraine dafür die Schuld gab.

Später wurde sein Twitter-Konto dauerhaft gesperrt, nach der Übernahme von Twitter durch Elon Musk (Oktober 2022) wurde die Sperre jedoch wieder aufgehoben. Die Frankfurter Allgemeine Zeitung bezeichnete Ritter im November 2022 als „Putin-Apologeten“.
Ritter schreibt weiterhin Analysen, z. B. um die festgefahrene Situation der Atomwaffen-Kontrollverträge aus seiner Perspektive als ehemaliger Waffenkontrolleur zu erklären.
Am 3. Juni 2024 hielten US-Behördenvertreter Ritter in New York beim Besteigen eines Flugzeugs fest und beschlagnahmten seinen Pass, als er auf dem Weg nach Russland zum Sankt Petersburger Wirtschaftsforum am 5.–8. Juni 2024 war. Ritter gab an, dass ihm kein Grund genannt wurde, warum die US-Behörden ihn nicht ausreisen ließen. Er sagte lediglich, dass dies auf Anordnung des US-Außenministeriums geschah. Ritter warf den US-Behörden vor, seine Grundrechte verletzt zu haben.

## Verhaftungen und Verurteilungen wegen Sexualdelikten
2001 wurde Ritter in New York angeklagt, weil er versucht hatte, ein Treffen mit einem verdeckten Polizeibeamten zu arrangieren, der sich als 16-jähriges Mädchen ausgab. Diese Anklage wurde nach Ablauf einer sechsmonatigen Bewährungsfrist fallen gelassen. Ritter bezeichnete die Anklage als politisch motiviert.
Im Februar 2009 war er erneut online in Kontakt mit einem Polizisten, der sich im Profil als 24-Jährige ausgab, sich jedoch im direkten Kontakt mit Ritter als 15-Jährige darstellte. Nachdem Ritter eine Nacktaufnahme des fingierten Mädchens angesehen hatte und dazu vor einer Webcam masturbierte, wurde im April 2011 erneut Anklage erhoben. Ritter verteidigte sich damit, dass er sich nur ein „Rollenspiel“ vorgestellt hatte. Es wurde von Anklage und Gericht nicht das von dem Polizisten angegebene Alter im Profil der Fake-Person als maßgebend gewertet, sondern das direkt zu Ritter kommunizierte. Er wurde im Oktober 2011 schuldig gesprochen sowie zu einer Gefängnisstrafe von 1,5 bis 5,5 Jahren verurteilt. Ritter selbst rechtfertigt sich in einem Porträt in der New York Times mit den Worten: „My personal missteps — how many Americans have died as a result of that? None. Other than my family, how many victims were there? None.“ Er wurde im September 2014 auf Bewährung aus der Haft entlassen.

## Publikationen
- Endgame: Solving the Iraq Crisis. Simon & Schuster: New York 1999, ISBN 0-684-86485-1.
- War on Iraq. Context Books (US)/Profile Books Ltd (UK), 2002, ISBN 1-86197-636-4.
- Frontier Justice: Weapons of Mass Destruction and the Bushwhacking of America. Context Books, 2003.
- Iraq Confidential: The Untold Story of the Intelligence Conspiracy to Undermine the UN and Overthrow Saddam Hussein (zusammen mit Seymour Hersh). Nation Books, 2005.
- Target Iran: The Truth about the White House's Plans for Regime Change. Nation Books, Oktober 2006, ISBN 1-56025-936-1.
- Disarmament in the Time of Perestroika – Arms Control and the End of the Soviet Union: A Personal Journal Clarity Press: Atlanta, 2022, ISBN 978-1-949762-61-7.